# José María Gatica
José María Gatica (25 de maig de 1925 – 12 de novembre de 1963) va ser un boxejador argentí de pes lleuger (61 kg) que va lluitar entre els anys 1940 i 1950. Es va retirar amb un palmarès de 85 victòries (72 K.O.), 7 derrotes i 2 empats.

## Biografia
Gatica és sovint considerat una de les figures més emblemàtiques de l'esport argentí dels anys 1950. El 1955 va tenir lloc el seu últim combat, ja que va ser penalitzat per ser partidari de Juan Domingo Perón, president del país i amic seu, després del cop d'estat que amenaçava de derrocar-lo.
Sense gaudir de les victòries obtingudes, Gatica va acabar vivint en l'absoluta pobresa amb la seva segona dona i les dues filles del matrimoni. Va morir el 12 de novembre de 1963 als 38 anys en un accident de trànsit. Es troba enterrat a Buenos Aires.